# Xiphocentron moncho
Xiphocentron moncho is een schietmot uit de familie Xiphocentronidae. De soort komt voor in het Neotropisch gebied.